# 엘로포스토마속
엘로포스토마속(Ellopostoma)은 잉어목에 속하는 물고기 속의 하나이다. 동남아시아에서 발견된다. 엘로포스토마과(Ellopostomatidae)의 유일속으로 2종으로 이루어져 있다. 2012년에 별도의 과로 처음 학인되었다.

## 하위 종
현재, 2종이 알려져 있다.
- Ellopostoma megalomycter (Vaillant, 1902)
- Ellopostoma mystax H. H. Tan & K. K. P. Lim, 2002